# Amelia Weiss

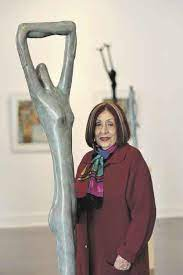
Amelia Weiss junto a su obra, para una entrevista del El Comercio -El Dominical, 27 Dic 2009

Amelia Weiss (Moyobamba, Perú, 1926) es una escultora y pintora peruana. 

## Biografía
Pionera en el uso del acrílico en la escultura peruana. Con estudios de pintura con los maestros Carlos Quízpez Asín y Ricardo Grau, de Acuarela con el maestro Brockie Stevenson y de escultura en la Escuela Nacional de Bellas Artes de Lima, de donde egresa en 1964 con el Premio de Excelencia Escuela Nacional de Bellas Artes en la especialidad de escultura. Realizó cursos de perfeccionamiento en el estudio del maestro Labourdais en Buenos Aires - Argentina y Petrini en Roma - Italia.
Fue esposa del medico patólogo peruano Pedro Weiss. Se conocieron de una manera muy casual, cuando Amelia estaba enferma, el doctor fue a visitarla. Se hizo amigo de la casa, y la relación siguió como pareja, ambos eran independientes lo que facilito que ambos se desarrollasen con tranquilidad en sus campos de estudio y trabajo. Se casaron en Lima y luego se fueron a vivir dos años a Roma.
Su obra se encuentra en diferentes espacios públicos de la ciudad de Lima desde 1958, su última muestra individual fue en el Centro Cultural de la Municipalidad de Miraflores - Sala Luis Miroquesada Garland en 1994, habiendo participado en la I Bienal de Trujillo - Perú en 1983, en la I Bienal de Arte y EMPRESA, Museo de Arte - Lima en 1991, en la I Bienal de Bellas Artes, Museo de la Nación - Lima en 1993, en la I Bienal Iberoamerica de Lima en 1997 .Además de "La promesa resplandeciente", que reúne alrededor de 16 cuadros y 21 esculturas en bronce y acrílico desde 1959 hasta 2009.
Amante de los gatos, o como ella los llama "unos señores" y caballos, además de gusto por el tenis, ha inspirado varias de sus obras.
Algunas de sus obras están del el 2011 en el Museo de Arte del Centro Cultural de la Universidad Nacional Mayor de San Marcos,Lima-Perú y el Museo Pedro de Osma. 

## Estilo
Su estilo como ella misma lo dice, es llevado desde lo "lo clásico a lo moderno", la mutilación propia de los clásicos griegos, es integrada y revitalizada en la misma escultura por Weiss ,algo muy particular que ella pudo lograr .

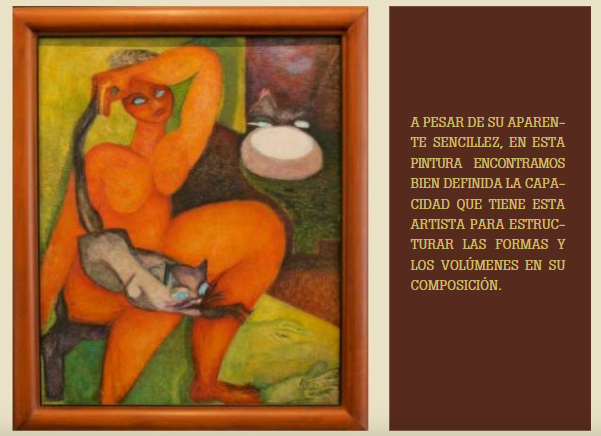
Mujer con gato de Amelia Weiss

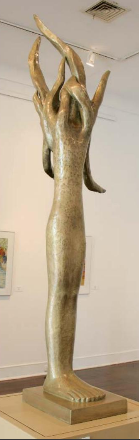
Escultura

En sus dibujos se ve el uso de aumento de las proporciones de los cuerpos, se ve como intenta plasmar en un plano en 2d, dimensiones en 3d como si se tratase de una escultura .En escultura fue 
La primera en usar acrílico en la escultura en Perú y el bronce, además de la técnica de  cera perdida ,algo que destacaba de su trabajo es que ella misma esculpía sus obras en su mayoría, participa en todo el proceso.
En una entrevista para El Correo menciona que, "Para mí es muy importante disfrutar lo que estoy haciendo, y para eso es fundamental poder sentirme en armonía conmigo misma. Eso me permite que fluyan las ideas pero también el espíritu".

## Obras
Sus obras fueron expuestas en EE. UU. ,Brasil, y en Europa ,Alemania mayormente, en las oficinas de la OEA (Organización de Estados Americanos) en Brasil reposa un cuadro de gran magnitud.
- La promesa resplandeciente
- Ángel Robado
- Mujer con gato
- El gran bodegon
- Y muchas mas